# Neal Asher

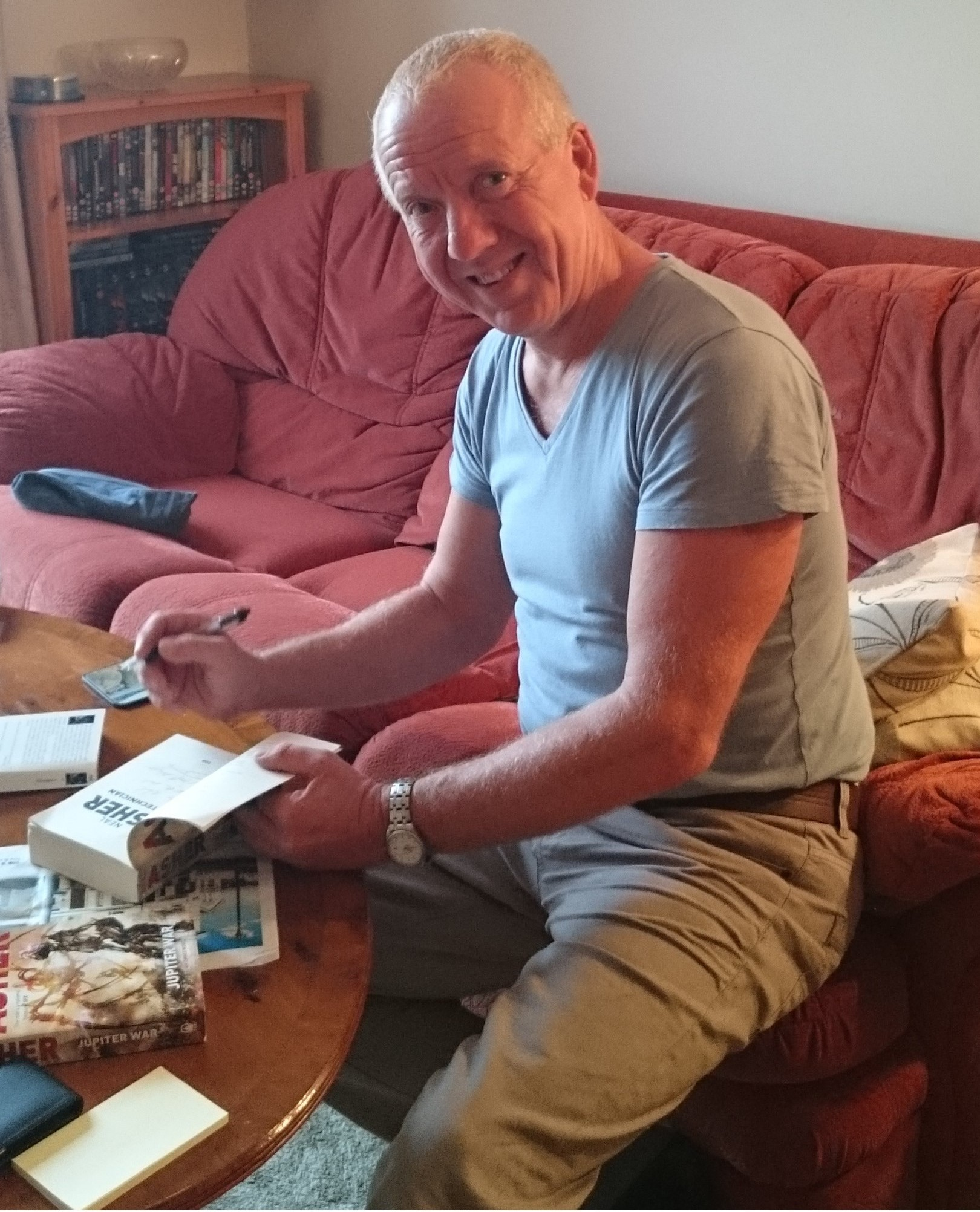
Neal Asher 2015

Neal Asher (geboren am 4. Februar 1961 in Billericay, Essex) ist ein englischer Science-Fiction-Autor. Bekannt ist er vor allem durch den Polis-Romanzyklus.

## Leben
In seinem Geburtsort verbrachte er eigenen Aussagen zufolge eine unaufgeregte Kindheit. Seine Begeisterung für das Fremdartige wurde vor allem durch Tolkiens Der kleine Hobbit und Der Herr der Ringe geweckt. Ihm kam auch zugute, dass seine Eltern ebenfalls Science-Fiction-begeistert waren. Seit 2000 ist Neal Asher hauptberuflich als Schriftsteller tätig.
Seine Werke zeichnen sich vor allem durch ihren Einfallsreichtum aus. Der Großteil seiner bisher veröffentlichten Werke (Ian Cormac, Spatterjay) spielt im Polity-Universum (Polity: engl. für Verfassung, Regierung, Staatswesen).

## Bibliografie
Mason’s Rats
- Mason’s Rats (in: Orion #2, November 1992; auch: Mason’s Rats I, 1999)
- Mason’s Rats II (in: Orion #4, December 1994)
- Mason’s Rats III (1999, in: Neal Asher und Neal Asher (als Neal L. Asher): Mason’s Rats)
- Mason’s Rats (1999, Sammlung von I–III)
- Mason’s Rats: Black Rat (2008, in: George Mann (Hrsg.): The Solaris Book of New Science Fiction: Volume Two)
- Mason’s Rats: Autotractor (2008, in: George Mann (Hrsg.): The Solaris Book of New Science Fiction: Volume Two)

Polity / Polis
Die meisten Romane von Neal Asher spielen in einer zukünftigen, viele Sonnensysteme übergreifenden Zivilisation, der Polis (im Englischen polity). Asher verarbeitet darin viele klassische Themen der Science Fiction, wie künstliche Intelligenz, Transhumanismus und außerirdisches Leben.
Kurzgeschichten:
- Adaptogenic (in: Threads #2, January 1994)
- Dragon in the Flower (1994, in: Focus, #27)
- Always with You (in: The Zone #4, Summer 1996; als Neil Asher)
- The Engineer (1998, in: Neal Asher: The Engineer)
- Blue Holes (1999, in: Neal Asher: Runcible Tales)
- Putrefactors (in: Zest #7, Summer 1999)
- The Gire & the Bibrat (1999, in: Neal Asher: Runcible Tales)
- Walking John & Bird (1999, in: Neal Asher: Runcible Tales)
- Choudapt (in: Sci-Fright #6, 2000)
- The Sea of Death (in: Interzone, #169 July 2001)
- Snow in the Desert (2002, in: Spectrum SF, #8 May)
- Acephalous Dreams (2005, in: Chris Roberson (Hrsg.): Adventure)
- Garp & Geronamid (in: Interzone, #199 July-August 2005)
- Softly Spoke the Gabbleduck (in: Asimov’s Science Fiction, August 2005)
- The Gabble (in: Asimov’s Science Fiction, March 2006)
- Alien Archaeology (in: Asimov’s Science Fiction, June 2007)
- The Gabble and Other Stories (2008)
- The Rhine’s World Incident (2008, in: Ian Whates (Hrsg.): Subterfuge)
- Shell Game (2009, in: Gardner Dozois und Jonathan Strahan (Hrsg.): The New Space Opera 2)

Ian Cormac:
Ian Cormac ist ein seit vielen Jahren mit dem galaxisweiten Computersystem vernetzter Agent der ECS (Earth Central Security).
Deutsche Übersetzungen von Thomas Schichtel.
- 1 Gridlinked (2001)
  - Deutsch: 1 Der Drache von Samarkand. Bastei Lübbe Science Fiction #23242, 2001, ISBN 3-404-23242-9.
- 2 The Line of Polity (2003)
  - Deutsch: 2 Der Erbe Dschainas. Bastei Lübbe Science Fiction #23272, 2004, ISBN 3-404-23272-0.
- 3 Brass Man (2004)
  - Deutsch: 3 Der Messingmann. Bastei Lübbe Science Fiction & Fantasy #23295, 2006, ISBN 3-404-23295-X.
- 4 Polity Agent (2006)
  - Deutsch: 4 Das Tor der Zeit. Bastei Lübbe Science Fiction & Fantasy #23308, 2007, ISBN 978-3-404-23308-3.
- 5 Line War (2008)
  - Deutsch: 5 Cormacs Krieg. Bastei Lübbe Science Fiction & Fantasy #23333, 2009, ISBN 978-3-404-23333-5.
- Shadow of the Scorpion (2008)
  - Deutsch: Der eiserne Skorpion. Bastei Lübbe Science Fiction & Fantasy #23345, 2010, ISBN 978-3-404-23345-8.

Romanreihe:
Deutsche Übersetzungen von Thomas Schichtel.
- 1 Prador Moon (2006)
  - Deutsch: Prador Mond. Bastei Lübbe Science Fiction & Fantasy #23352, 2011, ISBN 978-3-404-23352-6.
- 3 The Technician (2010)
  - Deutsch: Die Vergessenen. Bastei Lübbe Science Fiction & Fantasy #20723, 2013, ISBN 978-3-404-20723-7.
- 7 Hilldiggers (2007)
  - Deutsch: Kinder der Drohne. Bastei Lübbe Science Fiction & Fantasy #23323, 2008, ISBN 978-3-404-23323-6.

Spatterjay:
Deutsche Übersetzungen von Thomas Schichtel.
- 1 The Skinner (2002)
  - Deutsch: 1 Skinner: Der blaue Tod : Der blaue Tod. Bastei Lübbe Science Fiction #23258, 2003, ISBN 3-404-23258-5.
- 2 The Voyage of the Sable Keech (2006)
  - Deutsch: 2 Die grosse Fahrt der Sable Keech. Bastei Lübbe Science Fiction #23302, 2006, ISBN 3-404-23302-6.
- 3 Orbus (2009)

Transformation:
- 1 Dark Intelligence (2015)
- 2 War Factory (2016)
- 3 Infinity Engine (2017)

Rise of the Jain:
- 1 The Soldier (2018)
- 2 The Warship (2019)
- 3 The Human (2020)

Owner
- 1 The Departure (2011)
  - Deutsch: 1 Das Komitee. Übersetzt von Thomas Schichtel. Bastei Lübbe Science Fiction & Fantasy #20765, 2014, ISBN 978-3-404-20765-7.
- 2 Zero Point (2012)
- 3 Jupiter War (2013)
- Proctors (1998, in: Neal Asher: The Engineer)
- The Owner (1998, in: Neal Asher: The Engineer)
- Tiger Tiger (in: Kimota, #15, Autumn 2001)
- Owner Space (2008, in: Gardner Dozois (Hrsg.): Galactic Empires)
- The Complete Owner Trilogy (Sammelausgabe von 1–3; 2014)

Einzelromane
- Mindgames: Fool’s Mate (1992)
- The Parasite (1996)
- Cowl (2004)
  - Deutsch: Die Zeitbestie. Übersetzt von Thomas Schichtel. Bastei Lübbe Science Fiction #23283, 2005, ISBN 3-404-23283-6.
- Africa Zero (2005)

Sammlungen
- The Engineer (1998; auch: The Engineer ReConditioned, 2006, mit 3 weiteren Erzählungen)
- Runcible Tales (1999)
- Owning the Future (2018)

Kurzgeschichten
- Another England (1989, in: Back Brain Recluse, Autumn 1989 (Issue #14))
- Out of the Leaf-Light (1990, in: Nova SF ,#3 Winter 1990/91)
- The Gire and the Bibrat (in: Premonitions #1, Winter 1992)
- The Great African Vampire (in: Premonitions #2, Summer 1993)
- Wood-Smith (in: Threads #1, October 1993)
- Africa Zero (3 Teile in: Threads #4, July 1994 ff.)
- Blue Holes and Bloody Waters (in: Threads #3, April 1994)
- Cavefish (1994, in: The Third Alternative #5, Winter 1994/95)
- Stinging Things (in: Grotesque # 4, 1994)
- Death, The Pilot & The Diamond (1995, in: Works #10)
- Oceana Foods (in: Grotesque # 7, 1995)
- Spatterjay (in: Grotesque #8, 1995)
- Snairls (in: Grotesque #10, 1996)
- The Bacon (in: Threads #10, Winter 1996)
- The Halfman’s Cellar (1996, 2 Teile in: Scheherazade 13 ff.)
- Stones of Straw (in: Threads #13, February 1997)
- The Devil You Know (1997, in: Sierra Heaven #4, Winter 1997/98; als Neil Asher)
- Alternative Hospital (in: Kimota, #8, Spring 1998)
- Jable Sharks (1998, in: Neal Asher: The Engineer)
- The Thrake (1998, in: Neal Asher: The Engineer)
- Sucker (in: Sackcloth & Ashes # 4, June 1999)
- The Gurnard (in: Kimota, #10, Winter 1999)
- A Reasonable Facsimile (in: The Zone #9, Summer 2000)
- The Torbeast’s Prison (in: Kimota, #13, Autumn 2000)
- The Berserker Captain (2001, in: Sean Wallace (Hrsg.): Strange Pleasures)
- Plastipak™ Limited (2003, in: John B. Ford und Paul Kane (Hrsg.): Terror Tales #1)
- Scar Tissue (2003, in: Paul Kane (Hrsg.): Shadow Writers: Volume Two)
- Strood (in: Asimov’s Science Fiction, December 2004)
- The Veteran (in: Asimov’s Science Fiction, June 2004)
- Laura’s Knot (2005, in: Scheherazade 28)
- Check Elastic Before Jumping (in: Nature, June 22, 2006)
- Bioship (2007, in: George Mann (Hrsg.): The Solaris Book of New Science Fiction)
- Recoper (in: Nature, December 13, 2007)
- Bad Traveling (2008, in: David Lee Summers (Hrsg.): Space Pirates)
- The Cuisinart Effect (2010, in: Ian Whates (Hrsg.): Conflicts)
- Memories of Earth (in: Asimov’s Science Fiction, October-November 2013)
- The Other Gun (in: Asimov’s Science Fiction, April-May 2013)
- Berserker Captain (2019, in: Ian Whates (Hrsg.): Legends 3: Stories in Honour of David Gemmell)
- An Alien on Crete (in: Asimov’s Science Fiction, January-February 2020)
- The Host (in: Clarkesworld, Issue 161, February 2020)